# Mi vida dorada
Mi vida dorada (en hangul, 황금빛 내 인생; romanización revisada, Hwanggeumbit nae insaeng) es una serie de televisión surcoreana transmitida desde el 2 de septiembre de 2017 hasta el 11 de marzo de 2018 por KBS 2TV. Es protagonizada por Park Si-hoo, Shin Hye-sun, Lee Tae-hwan y Seo Eun-soo.

## Historia
La serie gira en torno de una mujer que tiene la oportunidad de elevarse de estatus y un hombre que encuentra la felicidad en ella.
El amor equivocado de una madre ha provocado que sus hijas sean intercambiadas, por lo que cuando Seo Ji-an ingresa a la casa de los Choi, una importante familia sin saber en realidad que no es su hija, comienza a tener una mejor pero estricta vida. Por otro lado Ji-soo, la hermana gemela de Ji-an logra crecer en un ambiente agradable, libre y amoroso junto a la familia Seo.
Cuando se revele un importante secreto, pronto las vidas de Ji-an, Choi Do-kyung y Ji-soo dan un giro, y la relación entre Ji-an y Do-kyung cambia.

## Reparto

### Personajes principales
| Actor        | Personaje                  | Ocupación                        | N.º de episodios | Duración    |
| ------------ | -------------------------- | -------------------------------- | ---------------- | ----------- |
| Park Si-hoo  | Choi Do-kyung              | Empresario                       | 52               | 2017 - 2018 |
| Shin Hye-sun | Seo Ji-an                  | -                                | 52               | 2017 - 2018 |
| Seo Eun-soo  | Seo Ji-soo / Choi Eun-seok | Empleada de panadería            | 52               | 2017 - 2018 |
| Lee Tae-hwan | Sunwoo Hyuk                | Gerente de la empresa de muebles | 52               | 2017 - 2018 |

### Personajes recurrentes
| Actor           | Personaje      | Ocupación                                                  | Episodios | Duración    |
| --------------- | -------------- | ---------------------------------------------------------- | --------- | ----------- |
| Chun Ho-jin     | Seo Tae-soo    | Padre de Ji-an, Ji-tae y Ji-ho, padre adoptivo de Ji-soo   | -         | 2017 - 2018 |
| Kim Hye-ok      | Yang Mi-jung   | Madre de Ji-an, Ji-tae y Ji-ho, madre adoptiva de Ji-soo   | -         | 2017 - 2018 |
| Lee Tae-sung    | Seo Ji-tae     | Hermano mayor de Ji-an y Ji-soo                            | -         | 2017 - 2018 |
| Shin Hyun-soo   | Seo Ji-ho      | Hermano menor de Ji-an y Ji-soo                            | -         | 2017 - 2018 |
| Lee Da-in       | Choi Seo-hyun  | Hermana menor de Do-kyung y Eun-seok                       | -         | 2017 - 2018 |
| Jeon No-min     | Choi Jae-sung  | Padre de Do-kyung, Eun-seok y Seo-hyun                     | -         | 2017 - 2018 |
| Na Young-hee    | Noh Myung-hee  | Madre de Do-kyung, Eun-seok y Seo-hyun                     | -         | 2017 - 2018 |
| Kim Byung-ki    | Noh Yang-ho    | Director de "Haesung Group" / Padre de Myung-hee y Jin-hee | -         | 2017 - 2018 |
| Jeon Soo-kyung  | Noh Jin-hee    | Hermana menor de Myung-hee                                 | -         | 2017 - 2018 |
| Yoo Ha-bok      | Jung Myung-soo | Esposo de Jin-hee                                          | -         | 2017 - 2018 |
| Jung So-young   | Sunwoo Hee     | Hermana mayor de Hyuk                                      | -         | 2017 - 2018 |
| Kwon Hyuk-poong | Sunwoo Seok    | Padre de Hyuk y Hee                                        | -         | 2017 - 2018 |
| Choi Gwi-hwa    | Kang Nam-goo   | Jefe de Ji-soo / Esposo de Woo-hee                         | -         | 2017 - 2018 |
| Park Joo-hee    | Lee Soo-ah     | Esposa de Ji-tae                                           | -         | 2017 - 2018 |
| Seo Kyung-hwa   | Min Deul-rae   | Gerente de la Casa Choi                                    | -         | 2017 - 2018 |
| Wi Ha-joon      | Ryoo Jae-shin  | Exconductor de Seo-hyun                                    | -         | 2017 - 2018 |

### Otros personajes
| Actor          | Personaje       | Ocupación                           | Episodios | Duración    |
| -------------- | --------------- | ----------------------------------- | --------- | ----------- |
| Lee Jong-nam   | Shin Hae-ja     | Amiga de Mi-jung                    | -         | 2017 - 2018 |
| Lee Gyu-Bok    | -               | Secretario                          | -         | 2017 - 2018 |
| Kim Sung-hoon  | Lee Yong-kook   | -                                   | -         | 2017 - 2018 |
| Baek Seo-yi    | Yoon Ha-jung    | Enemiga de Ji-ahn                   | -         | 2017 - 2018 |
| Kim Sa-kwan    | Kim Ki-jae      | Amigo de Do-kyung                   | -         | 2017 - 2018 |
| Shin Min-Kyung | -               | Representante Estudiantil           | -         | 2017 - 2018 |
| Yoo In-young   | Jang So-ra      | ex-Prometida de Do-kyung            | -         | 2017 - 2018 |
| Susanna Noh    | Kang Myung-shin | Compañera de clase y amiga de Ji-an | -         | 2017 - 2018 |
| Park Sung-joon | -               | -                                   | -         | -           |
| Son Sang-yeon  | -               | Estudiante                          | -         | -           |
| Gong Min-jeung | Song Mi-heon    |                                     |           |             |

## Episodios
La serie estuvo conformada por 52 episodios, los cuales son emitidos todos los sábados y domingos de 19:55 hasta las 21:15 (KST).
Durante el episodio 3, se puede escuchar la canción "Spring Day" de BTS de fondo mientras el hermano menor de Seo Ji-ahn ve unos zapatos en la zapatería en la que trabaja, mientras que en el episodio 33, se puede escuchar la canción "GO GO" también de BTS de fondo mientras el hermano menor de Seo Ji-ahn está en una cafetería.
Debido a la gran popularidad del drama, la serie fue extendida por dos episodios más, pasando de 50 a 52 episodios.

## Producción
La serie fue creada por el Departamento de Producción de la KBS.
Contó con el director Kim Hyung-seok, con el apoyo del director creativo Choi Yoon-seok y el escritor So Hyun-kyung.
La producción estuvo a cargo de Kang Min-kyung y Kim Ki-jae, junto con los productores ejecutivos Bae Kyung-soo, Choi Jin-hee, Park Ji-young y Kim Jin-yi.	
Fue distribuida por la Korean Broadcasting System "KBS", internacionalmente fue distribuida por Studio Dragon.

### Popularidad
El drama es una de la series con más crecimiento de KBS 2TV, empezando con un 19,7% en su primer episodio y superando el 30% en el octavo episodio. Durante el episodio 42 transmitido el 28 de enero del 2018 registró un 44.2% de índice de audiencia nacional (5.4% más alto que el 38.8% que registró el episodio anterior). Previamente el drama había registrado un 43.2% durante el episodio 38.

## Premios y nominaciones
| Año  | Categoría                                         | Premio                        | Nominado (a)               | Resultado |
| ---- | ------------------------------------------------- | ----------------------------- | -------------------------- | --------- |
| 2018 | Mejor serie                                       | Korea Advertisers Association | "My Golden Life"           | Ganó      |
| 2018 | Premio a la excelencia, actriz en serie dramática | 6th APAN Star Award           | Shin Hye-sun               | Ganó      |
| 2018 | Premio a la excelencia, actor en serie dramática  | 6th APAN Star Award           | Park Si-hoo                | Nominado  |
| 2018 | Mejor actriz (Drama)                              | 2nd Seoul Award               | Shin Hye-sun               | Nominada  |
| 2018 | Mejor serie                                       | 2nd Seoul Award               | My Golden Life             | Nominado  |
| 2018 | Mejor actriz revelación                           | 11.º Korea Drama Award        | Seo Eun-soo                | Ganó      |
| 2018 | Premio a la gran excelencia, actriz               | 11th Korea Drama Award        | Shin Hye-sun               | Nominada  |
| 2018 | Premio a la gran excelencia, actor                | 11.º Korea Drama Award        | Park Si-hoo                | Nominado  |
| 2018 | Grand Price                                       | 11.º Korea Drama Award        | Chun Ho-jin                | Nominado  |
| 2018 | Mejor guion                                       | 11.º Korea Drama Award        | So Hyun-kyung              | Nominada  |
| 2018 | Mejor serie                                       | 11.º Korea Drama Award        | "My Golden Life"           | Nominado  |
| 2018 | Mejor actriz                                      | 54.º Baeksang Arts Award      | Shin Hye-sun               | Nominada  |
| 2018 | Mejor actor                                       | 54.º Baeksang Arts Award      | Chun Ho-jin                | Nominado  |
| 2018 | Mejor actriz revelación                           | 54.º Baeksang Arts Award      | Seo Eun-soo                | Nominada  |
| 2018 | Mejor actriz de reparto                           | 54.º Baeksang Arts Award      | Na Young-hee               | Nominada  |
| 2018 | Mejor serie                                       | 54.º Baeksang Arts Award      | My Golden Life             | Nominado  |
| 2017 | Premio a la excelencia, actor en serie dramática  | 31.º Premios KBS Drama        | Park Si-hoo                | Ganó      |
| 2017 | Premio a la excelencia, actor en serie dramática  | 31.º Premios KBS Drama        | Chun Ho-jin                | Nominado  |
| 2017 | Premio a la excelencia, actriz en serie dramática | 31.º Premios KBS Drama        | Shin Hye-sun               | Ganó      |
| 2017 | Premio a la excelencia, actriz en serie dramática | 31.º Premios KBS Drama        | Kim Hye-ok                 | Nominada  |
| 2017 | Mejor actor revelación                            | 31.º Premios KBS Drama        | Lee Tae-hwan               | Nominado  |
| 2017 | Mejor actriz revelación                           | 31.º Premios KBS Drama        | Seo Eun-soo                | Nominada  |
| 2017 | Gran Premio (Daesang)                             | 31.º Premios KBS Drama        | Chun Ho-jin                | Ganó      |
| 2017 | Premio a la gran excelencia, actor                | 31.º Premios KBS Drama        | Chun Ho-jin                | Nominado  |
| 2017 | Premio a la gran excelencia, actriz               | 31.º Premios KBS Drama        | Shin Hye-sun               | Nominada  |
| 2017 | Premio Netizen                                    | 31.º Premios KBS Drama        | Shin Hye-sun               | Nominada  |
| 2017 | Mejor pareja                                      | 31.º Premios KBS Drama        | Park Si-hoo y Shin Hye-sun | Ganaron   |
| 2017 | Mejor guion                                       | 31.º Premios KBS Drama        | So Hyun-kyung              | Ganó      |